# Carphina
Carphina (лат.) — род усачей трибы Acanthocinini из подсемейства ламиин.

## Описание
Коренастые жуки с булавовидными бёдрам. От близких групп отличается следующими признаками: по бокам переднегруди с постмедианным бугорком; пронотум без выпуклостей, у заднего края с рядом точек; мезовентральный отросток шириной с мезококсу; надкрылья без центробазального гребня, боковые кили хорошо развиты.

## Классификация и распространение
В составе рода около 10 видов. Встречаются, в том числе, в Северной и Южной Америке.
- Carphina arcifera Bates, 1872
- Carphina assula (Bates, 1864)
- Carphina elliptica (Germar, 1824)
- Carphina ligneola (Bates, 1865)
- Carphina lignicolor (Bates, 1865)
- Carphina melanura Monne & Monne, 2007
- Carphina occulta Monné, 1990
- Carphina petulans Kirsch, 1875
- Carphina sigillata Monné, 1985